# Parviparma straminea
Parviparma straminea är en fiskart som beskrevs av Herre 1927. Parviparma straminea ingår i släktet Parviparma och familjen Eleotridae. Inga underarter finns listade i Catalogue of Life.